# Maria Taylor

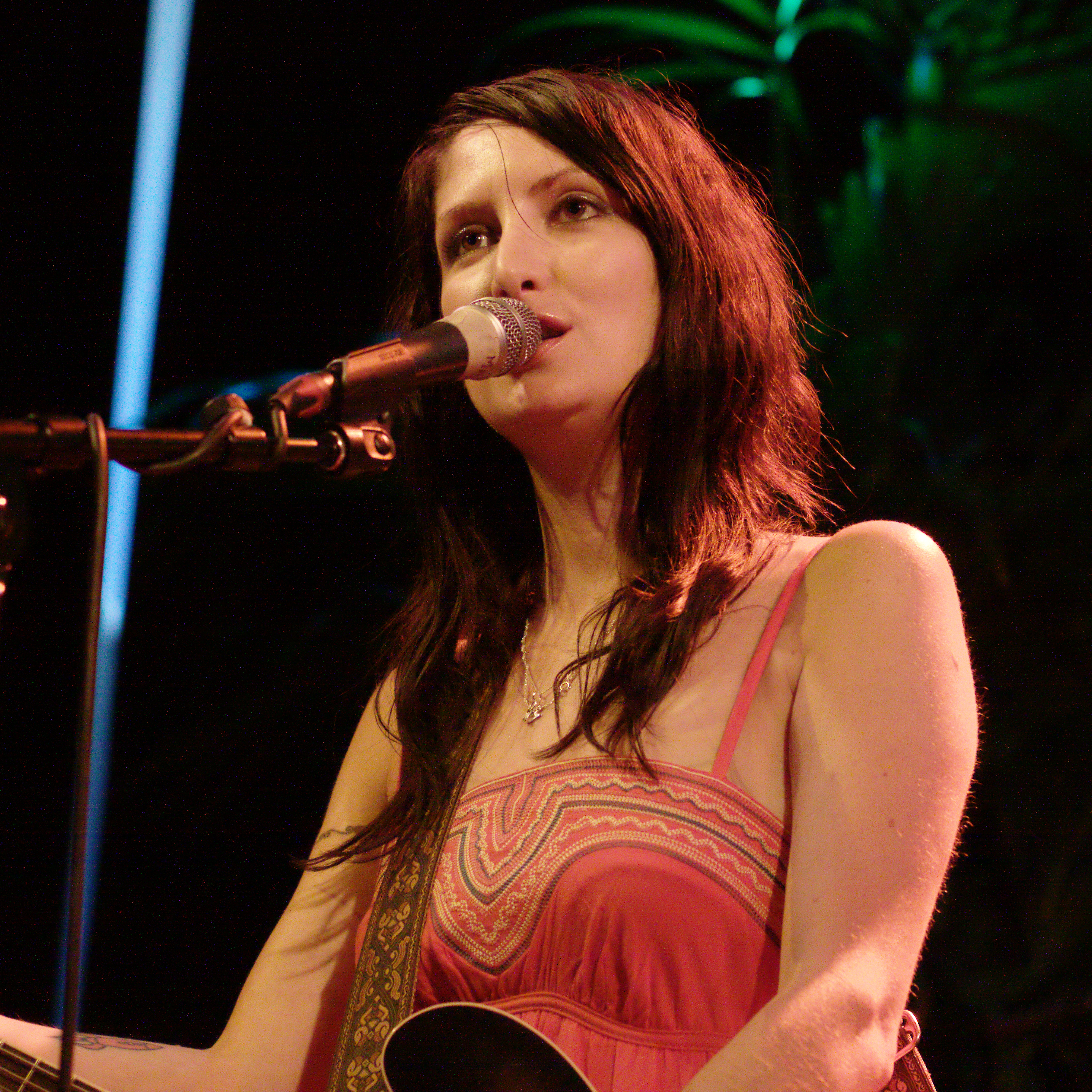
Maria Taylor (2009)

Maria Diane Taylor (* 21. Mai 1976 in Birmingham, Alabama) ist eine US-amerikanische Singer-Songwriterin und Multi-Instrumentalistin im Indierock- und Folk-Bereich.

## Leben
Mit fünfzehn Jahren begann sie als Bandmitglied von Little Red Rocket. Diese Band brachte mit Who Did You Pay (1997) and It's in the Sound (2000) zwei Alben bei Geffen Records heraus; danach löste sich die Band auf. Nach dem Umzug Taylors nach Athens im US-Bundesstaat Georgia gründete sie mit ihrer Band-Kollegin Orenda Fink das Duo Azure Ray. Nach drei Alben mit Azure Ray begann sie mit musikalischen Solo-Projekten.
Ihr erstes Solo-Werk 11:11 erschien im Mai 2005, dem die Alben Lynn Teeter Flower (März 2007), LadyLuck (April 2009) und Overlook (August 2011) folgten.
Maria Taylor arbeitete darüber hinaus mit Bright Eyes und Moby zusammen. Sie spielt mehrere Instrumente, darunter Schlagzeug, Klavier und Gitarre.
Ihr Song Song Beneath The Song wurde in der US-amerikanischen Fernsehserie Grey’s Anatomy abgespielt und es wurde auch eine Folge der Serie nach ihr benannt (Die Musical-Folge).

## Diskografie
- 11:11 (2005)
- Lynn Teeter Flower (2007)
- Savannah Drive (EP) (2008) mit Andy LeMaster
- LadyLuck (2009)
- Overlook - Affairs of the Heart (2011)
- Something About Knowing (2013)
- In The Next Life (2016)
- Maria Taylor (2019)